# Seyfried (Görlitzer Familie)

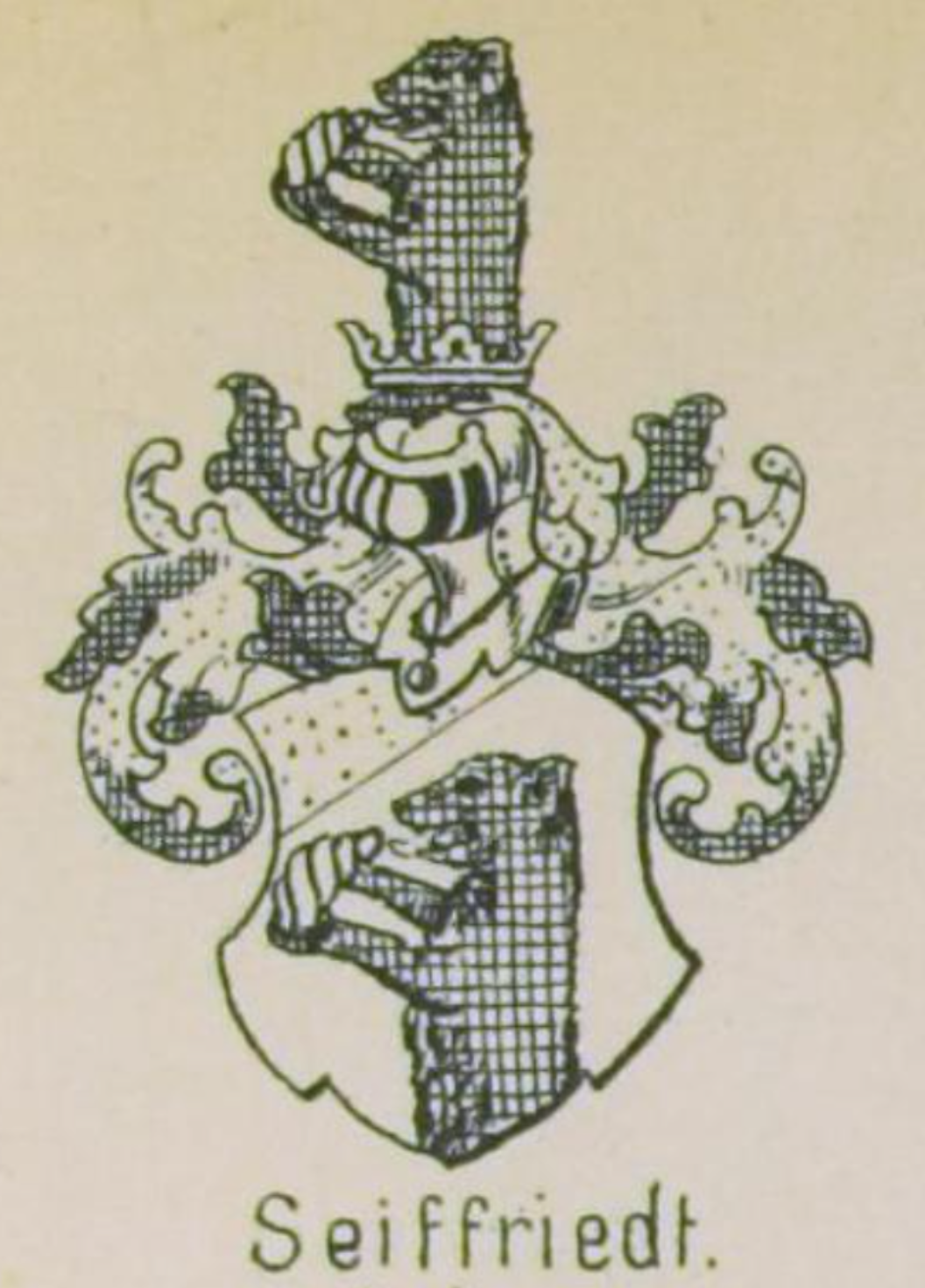
Wappen der Familie Seyfried

Seyfried (auch Seyffriedt, Seiffriedt, Seifriedt) war der Name einer Familie in Görlitz mit teilweisem Einfluss auf ihre Stadtgeschichte.

## Geschichte
Urban Seyfried war am Waffenstillstand des 30. November 1440 in Görlitz mit denen von Wartenberg, die seit 1437 die Sechsstädte zu plündern begonnen hatten, maßgeblich beteiligt. Wenige Monate zuvor war der Angriff durch hunderte Görlitzer auf Befehl Urban Emmerichs und Nickel Horschels offensiv verteidigt worden.
Paul Seyfried, Meißener Syndikus, erbaute im Jahr 1609 ebendort das Prokuraturamt, das zwei ältere Donherrenhäuser ersetzte.
Sein Sohn Albinus (auch: Albin) Seyfried (* 17. Januar 1610 in Meißen; † 5. Dezember 1679 in Görlitz), Adjutant beim kursächsischen Leibregiment zu Ross und Görlitzer Ratsschöppe und Stadthauptmann, war seit 13. Dezember 1659 verheiratet mit Anna Margarethe Gobius (* 1. September 1623; † 1. September 1681), einer Tochter des Görlitzer Bürgermeisters und Richters Gregor Gobius. Mit ihr zeugte er fünf Kinder: Anna Sophia, Paul Gregor, Albinus, Anna Margaretha und Albert. An jedes von ihnen erinnert jeweils ein Epitaph in der Gobius’schen Gruft.
Anna Sophia (* 4. August 1643; † 26. April 1660) heiratete am 22. September 1659 den Görlitzer Handelsmann Andreas Summer.
Paul Gregor (* 21. August 1645 in Görlitz; † 11. Januar 1670 in Paris) besuchte Schulen in Zittau und Wittenberg und studierte Jura in Straßburg und Leiden. Er starb auf einer Wallfahrt durch Holland, Brabant, Flandern, England und Frankreich.
Albinus, geboren am 6. März 1650 verstarb am 24. Dezember seines Geburtsjahres.
Anna Margaretha (* 16. Mai 1652; † 16. Februar 1688) heiratete im Jahr 1668 Elias Bergmann. Sie begründeten eine große Familie, deren Namen in der gruft auch mit Gedenktafeln gedenkt sind. Zwei ihrer sieben Kinder hießen Anna und Gottlieb.
Albert (* 5. August 1655; † 25. Oktober 1705), in der Aufzählung unter seinen Geschwistern höchstwahrscheinlich missverständlich als Albinus vermerkt, war nach vierjährigem Studium dreimal verheiratet: ⚭¹ (30. Oktober 1680): Anna Maria (geb. Liebin), Witwe des Löbauer Bürgermeisters Friedrich Schütze; ⚭² (1. Dezember 1687): Margarethe (geb. Ferber), Witwe des Landesherrn (Ludwigsdorf und Klingenwalde) Christian Schneider; ⚭³ (15. September 1698): Johanna Christiane (geb. Wiedemann).
Anna Bergmann (* 19. September 1676; † 14. Februar 1743), eine Tochter Anna Margarethas (geb. Seyfried) heiratete im Oktober 1704 Tobias Schnitter. Ihrer Ehe entstammten drei Töchter und ein Sohn, von denen zwei vor ihren Eltern verstarben. Margarethe, die als Jungfrau starb, und Dorothea, verheiratete Schittler, überlebten ihre Eltern und sorgten für ihr Denkmal in der Gobius’schen Gruft.
Annas Bruder Gottlieb (* 1674; † 1738) heiratete in erster Ehe Anna Dorothea Hedwig und in zweiter Christiane Sophia Möller. Seine Nachkommen aus zweiter Ehe, auch unter angeheirateten Namen, sind zumindest bis Mitte des 19. Jahrhunderts überliefert.

## Wappen
Die Familie Seyfried empfing ihr Wappen am 27. Juli 1545 von comes palatinus Peter Apian.